# Sebastián Dubarbier
Sebastián Rakán Dubarbier Bruschini (* 19. Februar 1986 in La Plata) ist ein argentinischer ehemaliger Fußballspieler mit französischen Wurzeln.

## Karriere

### Verein
Dubarbier startete 2005 seine Karriere bei Gimnasia y Esgrima de La Plata, spielte davor aber schon in der Jugendmannschaft. 2007 wurde er an Olimpo de Bahía Blanca verliehen. Im Januar 2008 wechselte er für eine Ablösesumme von 800.000 Euro nach Rumänien zu CFR Cluj. Am 1. Februar 2010 gab Cluj bekannt, Dubarbier für eine geschätzte Ablösesumme von 1,5 Millionen Euro zum FC Lorient nach Frankreich wechseln zu lassen.
Dort konnte er sich in der Folgezeit nicht durchsetzen und verbrachte die gesamte Saison 2011/12 auf Leihbasis erst beim CD Teneriffa, danach beim FC Córdoba. Zum letzteren wechselte er dann im Sommer 2012. Im Sommer 2013 schloss er sich UD Almería an. Auch nach dem Abstieg 2015 blieb er dem Klub treu. Nach Dubarbier in der Hinrunde 2016/17 verletzungsbedingt nur zweimal zum Einsatz gekommen war, kehrte er Anfang 2017 nach Argentinien zurück und unterschrieb bei Estudiantes de La Plata. Dann war er wider in Spanien, kam aber bis auf ein Pokalspiel nicht zum Einsatz. Den Abschluss seiner Karriere bildete das Engagement bei Club Atlético Banfield in der Saison 2019/20.

## Erfolge/Titel
- Rumänischer Meister (1): 2007/08
- Rumänischer Pokalsieger (2): 2007/08, 2008/09